# Childebert II
Childebert II est un roi mérovingien, né le 6 avril 570 et mort entre le 2 et le 28 mars 596, roi d’Austrasie de 575 à 596, et à partir de 592, roi de la Bourgogne et de l’Orléanais.

## Généalogie
Fils unique de Sigebert Ier et Brunehaut ; frère des princesses Ingonde et Chlodosuinde.
Époux de Faileube, une reine dont on ignore les origines, il eut pour enfants Thibert II et Thierry II, ainsi que la princesse Thidilane.

## Biographie
Childebert II règne sur l’Austrasie après l’assassinat de son père Sigebert Ier par deux esclaves de Frédégonde. Il a 5 ans quand Gundobald le ramène de Paris à Metz, la capitale de l’Austrasie, où il est reconnu roi. Son élévation au trône date du 25 décembre 575, bien qu’il fût roi quelques semaines avant (au moins avant le 8 décembre) ; cette attente se justifie par la volonté de faire coïncider l’élévation du nouveau roi avec l’importante fête religieuse de Noël.
Son « nutricius », nourricier, c'est-à-dire son tuteur, est Gogon, qui exerce le pouvoir jusqu'à sa mort en 581. Ensuite c'est l'évêque de Reims Egidius qui est au premier plan. 
Ensuite, la mère de Childebert, la reine Brunehaut assuma l’essentiel du pouvoir jusqu’à sa mort. La majorité de Childebert fut proclamée une première fois en 585, puis lors du pacte d’Andelot en 587. Grâce à ce pacte, il hérita de la Bourgogne et de l’Orléanais, après avoir été adopté par son oncle, le roi Gontran.
Pratiquant une politique d’alliance avec les Byzantins contre les Lombards d’Italie, Childebert mena les dernières expéditions austrasiennes dans cette région. Il est aussi connu pour avoir profondément modifié la loi salique par un décret, dénommé Décrétion de Childebert.
Selon la Chronique de Frédégaire, les Warnes furent presque exterminés par Childebert II dans les années 590. Les survivants Warnes se sont réfugiés chez les Angles et les Lombards et d'autres peuples voisins de même religion et de même langue.

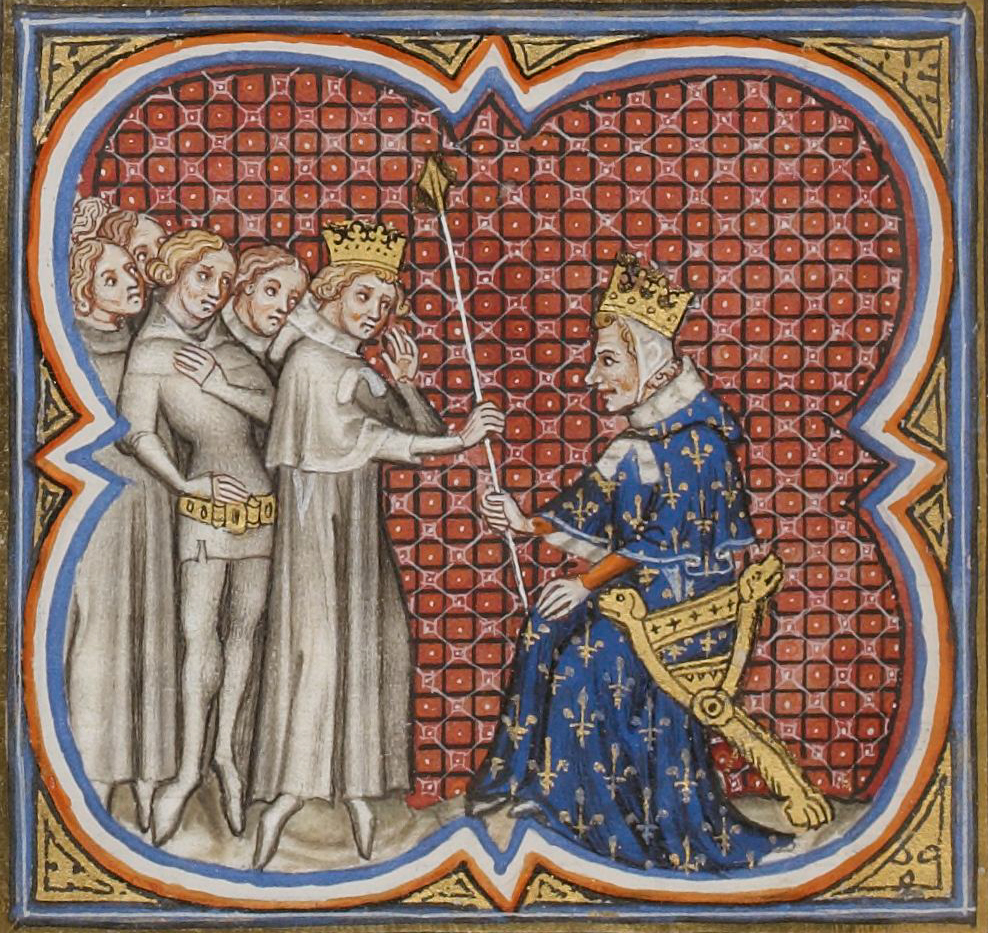
Gontran (roi), roi de Bourgogne, devant Childebert II. Grandes Chroniques de France, XIVe siècle.

Avec Gontran, il autorise le moine irlandais saint Colomban à fonder l'abbaye de Luxeuil et deux autres monastères au cœur des Vosges et à travailler avec ses moines dans les différentes missions et fondations dans tous les royaumes Francs.
Pendant qu'il guerroie, la régente Brunehaut réorganise les institutions du royaume des Francs de son défunt mari. Elle rédige la décrétion de Childebert qui sera énoncé par son fils Childebert en 595 et apportera au royaume franc une organisation étatique et royale qui modifiera en profondeur les institutions médiévales.
Childebert II mourut empoisonné avec son épouse, en 596, à environ 26 ans. Ses deux fils Thibert II et Thierry II s’entredéchirèrent pour la succession, malgré l’influence de Brunehaut. Le premier lui succède en Austrasie alors que le second reçoit le royaume de Bourgogne et celui d’Orléans.

## Sources